# Agathilla bohartorum
Agathilla bohartorum là một loài tò vò trong họ Ichneumonidae.